# Den fremmede (film fra 2015)
 For alternative betydninger, se Den fremmede. (Se også artikler, som begynder med Den fremmede)
Den fremmede er en dansk kortfilm fra 2015 instrueret af Aske Bang.

## Handling
For den sløvsindede Tommy går dagene med eksamenslæsning og et eskalerende hashmisbrug. En dag tvinger thai-kvinden Lucy sig ind i hans lejlighed - hun er flygtet fra et bordel, hvor hun har været holdt fanget. Tommy forsøger flere gange at smide Lucy ud, men må til sidst give op. Hurtigt forvandles lejligheden til en skinnende ren oase, hvor der bliver serveret eksotisk mad. Den nye situation åbner for Tommys følelser og gør ham parat til at møde kærligheden, men snart befinder han sig i et større dilemma end han havde drømt om...

## Medvirkende
- Sebastian Jessen, Tommy
- Sandra Yi Sencindiver, Lucy
- Marie Tourell Søderberg, Hanne
- Joachim Fjelstrup, Claes
- Rasmus Flensborg, Jakob
- Pernille Højmark, Bordelmutter
- Nicolaj Kopernikus, Mik
- Kirsten Olesen, Tommys mor
- Henrik Koefoed, Tommys far
- Preben Ravn, Preben
- Lian Yang, Købmand
- Theis John Olsen, Rocker 1
- Don Mickey, Rocker 2
- Trine Trash, Pige på bordel
- Birgit Olsen, Ældre dame